# Paul Scofield
David Paul Scofield (Birmingham, Warwickshire; 21 de enero de 1922-Sussex, Reino Unido; 19 de marzo de 2008) fue un actor británico de teatro y de cine, ganador de un Premio de la Academia. Rechazó el nombramiento de Sir en tres ocasiones, pero fue Par de la Compañía de Honor desde 2001 hasta su muerte.

## Teatro
De pequeño estudió en la Varndean School para niños en Brighton. Durante su estancia en la preparatoria, Scofield hizo varios papeles en obras de teatro escolares, pero empezó su carrera en 1940, y fue pronto comparado con Laurence Olivier. En 1947, actuó en Pericles, Prince of Tyre, de Walter Nugent Monck, en el Royal Shakespeare Theatre, en Stratford-upon-Avon. En 1949 interpretó a Alejandro Magno en Adventure Story, de Terence Rattigan. En 1966 participó en Staircase, de la Royal Shakespeare Company. Durante su carrera ganó varios premios por sus papeles en el teatro, incluyendo un Tony por Un hombre para la eternidad en 1960. En 1979 apareció en el montaje original de la obra Amadeus, donde interpretaba el papel de Salieri. Scofield fue especialmente conocido como intérprete teatral en muchas obras de William Shakespeare. En 2004, los miembros de la Royal Shakespeare Company eligieron la mejor interpretación de Shakespeare de todos los tiempos; en la categoría de actores, el primer puesto recayó en Paul Scofield por su papel en Rey Lear en 1962.

## Cine
Scofield ganó el Óscar al mejor actor por su papel de Sir Thomas More en A Man for All Seasons (1966). En 1994 recibió una segunda nominación al Óscar, como mejor actor de reparto por su papel en Quiz Show: El dilema, película dirigida por Robert Redford que trata acerca del escándalo que provocó en Estados Unidos el programa televisivo Twenty One durante la década de 1950. Scofield interpretó en la cinta a Mark Van Doren, padre del protagonista del escándalo, Charles Van Doren.

## Filmografía

### Cine
| Año  | Título                             | Personaje                        | Notas                                                                                  |
| ---- | ---------------------------------- | -------------------------------- | -------------------------------------------------------------------------------------- |
| 1955 | That Lady                          | rey Felipe II de España          | BAFTA Award por Mejor actor nuevo                                                      |
| 1958 | Carve Her Name with Pride          | Tony Fraser                      |                                                                                        |
| 1964 | The Train                          | Cnel. von Waldheim               |                                                                                        |
| 1966 | A Man for All Seasons              | Sir Thomas More                  | Academy Award por Mejor Actor                                                          |
| 1966 | A Man for All Seasons              | Sir Thomas More                  | BAFTA Award por Mejor Actor en un papel principal                                      |
| 1966 | A Man for All Seasons              | Sir Thomas More                  | Golden Globe Award por Mejor Actor – Película de Drama                                 |
| 1966 | A Man for All Seasons              | Sir Thomas More                  | Kansas City Film Critics Circle Award por Mejor Actor                                  |
| 1966 | A Man for All Seasons              | Sir Thomas More                  | Moscow International Film Festival Award por Mejor Actor                               |
| 1966 | A Man for All Seasons              | Sir Thomas More                  | National Board of Review Award por Mejor Actor                                         |
| 1966 | A Man for All Seasons              | Sir Thomas More                  | New York Film Critics Circle Award por Mejor Actor                                     |
| 1966 | A Man for All Seasons              | Sir Thomas More                  | Nominado – Laurel Award por Desempeño Dramático masculino                              |
| 1966 | A Man for All Seasons              | Sir Thomas More                  | Nominado – National Society of Film Critics Award por Mejor Actor                      |
| 1968 | Tell Me Lies                       |                                  |                                                                                        |
| 1970 | Bartleby                           | El contador                      |                                                                                        |
| 1970 | Nijinsky: Unfinished Project       | Sergei Diaghilev                 |                                                                                        |
| 1971 | King Lear                          | Rey Lear                         | Bodil Award por Mejor Actor                                                            |
| 1973 | Scorpio                            | Zharkov                          |                                                                                        |
| 1973 | A Delicate Balance                 | Tobias                           |                                                                                        |
| 1983 | Ill Fares the Land                 |                                  | Voz                                                                                    |
| 1984 | Summer Lightning                   | Viejo Robert Clarke              |                                                                                        |
| 1985 | 1919                               | Alexander Scherbatov             |                                                                                        |
| 1989 | When the Whales Came               | Zachariah “The Birdman” Woodcock |                                                                                        |
| 1989 | Henry V                            | Carlos VI de Francia             |                                                                                        |
| 1990 | Hamlet                             | El fantasma                      |                                                                                        |
| 1992 | Utz                                | Doctor Vaclav Orlik              |                                                                                        |
| 1992 | London                             | Narrador                         |                                                                                        |
| 1994 | Quiz Show                          | Mark Van Doren                   | Nominado – Academy Award por Mejor actor de soporte                                    |
| 1994 | Quiz Show                          | Mark Van Doren                   | Nominado – BAFTA Award por Mejor Actor en un papel de soporte                          |
| 1994 | Quiz Show                          | Mark Van Doren                   | Nominado – Dallas-Fort Worth Film Critics Association Award por Mejor Actor de soporte |
| 1994 | Quiz Show                          | Mark Van Doren                   | Nominado – National Society of Film Critics Award por Mejor Actor de soporte           |
| 1994 | Quiz Show                          | Mark Van Doren                   | Nominado – New York Film Critics Circle Award for Mejor Actor de soporte               |
| 1996 | The Crucible                       | Juez Thomas Danforth             | BAFTA Award por Mejor Actor en un papel de soporte                                     |
| 1996 | The Crucible                       | Juez Thomas Danforth             | Nominado – Golden Globe Award por Mejor Actor de soporte – Película                    |
| 1996 | The Crucible                       | Juez Thomas Danforth             | Nominado – Satellite Award por Mejor Actor de soporte – Película                       |
| 1996 | The Crucible                       | Juez Thomas Danforth             | Nominado – Southeastern Film Critics Association Award por Mejor Actor de soporte      |
| 1997 | Robinson in Space                  | Narrador                         |                                                                                        |
| 1999 | Animal Farm                        | Boxer                            | Voz                                                                                    |
|      | Rashi: A Light After the Dark Ages |                                  | Voz                                                                                    |

### Televisión
| Año  | Título                                           | Personaje                                    | Notas                                                                              |
| ---- | ------------------------------------------------ | -------------------------------------------- | ---------------------------------------------------------------------------------- |
| 1965 | The State Funeral of Sir Winston Churchill (ITV) | Narrador                                     |                                                                                    |
| 1969 | Male of the Species                              | Sir Emlyn Bowen, Q. C.                       | Primetime Emmy Award por Actor principal destacado en una Miniserie o una Película |
| 1980 | If Winter Comes                                  | Profesor Moroi                               |                                                                                    |
| 1980 | The Curse of King Tut's Tomb                     |                                              |                                                                                    |
| 1981 | The Potting Shed                                 | James Callifer                               |                                                                                    |
| 1984 | Arena: The Life and Times of Don Luis Bunuel     | Narrador                                     |                                                                                    |
| 1985 | Anna Karenina                                    | Karenin                                      |                                                                                    |
| 1987 | Mister Corbett's Ghost                           | Sr. Corbett                                  |                                                                                    |
| 1988 | The Attic: The Hiding of Anne Frank              | Otto Frank                                   |                                                                                    |
| 1994 | Genesis: The Creation and the Flood              |                                              | Voz                                                                                |
| 1994 | Martin Chuzzlewit                                | viejo Martin Chuzzlewit / Anthony Chuzzlewit | Miniserie                                                                          |
| 1994 | Martin Chuzzlewit                                | viejo Martin Chuzzlewit / Anthony Chuzzlewit | Nominado – British Academy Television Award por Mejor Actor                        |
| 1999 | The Disabled Century                             |                                              | Miniserie                                                                          |

## Premios y distinciones
Premios Óscar
| Año  | Categoría                       | Película                    | Resultado |
| ---- | ------------------------------- | --------------------------- | --------- |
| 1967 | Óscar al mejor actor            | Un hombre para la eternidad | Ganador   |
| 1995 | Óscar al mejor actor de reparto | Quiz Show: El dilema        | Nominado  |